# Laika
Laika (em russo:  Ла́йка; c. 1954 – 3 de novembro de 1957) foi uma cadela espacial soviética que se tornou um dos primeiros animais a serem lançados no espaço e o primeiro deles a orbitar a Terra. Laika era uma cadela que vagava pelas ruas de Moscou, e acabou sendo selecionada para ser a ocupante da nave espacial soviética Sputnik 2, que foi lançada ao espaço sideral em 3 de novembro de 1957.
Como na época da missão de Laika pouco se sabia sobre os efeitos que um voo espacial poderia ter sobre os seres vivos e a tecnologia suborbital ainda não havia sido desenvolvida, não havia expectativa de que a cadela sobrevivesse. Alguns cientistas acreditavam que humanos não poderiam sobreviver ao lançamento ou às condições do espaço sideral, e, por isso, engenheiros viam os voos com animais como precursores necessários para as missões humanas. O experimento teve como objetivo demonstrar que um passageiro vivo poderia sobreviver sendo lançado em órbita e suportar um ambiente de microgravidade, abrindo caminho para os voos espaciais humanos e fornecendo aos cientistas alguns dos primeiros dados sobre como os organismos vivos reagem nestas condições. Depois de Laika, a União Soviética enviou mais doze cães para o espaço, dos quais cinco voltaram vivos à Terra.
Horas após o lançamento, Laika morreu por superaquecimento, possivelmente causado por uma falha que levou o motor central do foguete R-7 a não se separar de sua carga útil. A verdadeira causa e a hora de sua morte não foram divulgadas até 2002. Em vez disso, foi amplamente divulgado que ela morreu no sexto dia de sua missão, quando seu oxigênio acabou, ou, como o governo soviético inicialmente alegou, que ela teria sido sacrificada antes do esgotamento do oxigênio.
Em 11 de abril de 2008, autoridades russas inauguraram um monumento à Laika, construído perto do centro de pesquisa militar, em Moscou, que preparou o seu voo para o espaço. Ele apresenta a figura de um cão em pé, em cima de um foguete. Laika também aparece no Monumento aos Conquistadores do Cosmos, em Moscou.

## Sputnik 2
Após o sucesso do Sputnik-1, em outubro de 1957, o líder soviético Nikita Khrushchev solicitou o lançamento de uma segunda nave espacial em 7 de novembro de 1957, no aniversário de quarenta anos da Revolução de Outubro. Quando essa solicitação foi recebida, um satélite mais sofisticado já estava em construção, mas ele só estaria pronto em dezembro e, portanto, foi descartado; no entanto, este satélite mais tarde se tornaria o Sputnik 3.
Para cumprir o prazo, uma nova nave precisaria ser construída. Khrushchev queria especificamente que seus engenheiros entregassem um "espetáculo espacial", uma missão que repetiria o triunfo do Sputnik-1 e deslumbrasse o mundo com os feitos soviéticos. Os responsáveis pela missão decidiram-se por um voo orbital com um cão. Desde longo tempo os engenheiros de foguetes soviéticos haviam planejado fazer orbitar um cão antes de avançar para um voo espacial humano; desde 1951 eles haviam lançado doze cães em voos balísticos suborbitais, trabalhando gradualmente em direção a uma missão orbital, possivelmente em algum momento de 1958. Para atender às demandas de Kruschev, o lançamento do voo orbital canino foi acelerado para novembro de 1957.
Segundo fontes russas, a decisão oficial de lançar o Sputnik 2 foi tomada em 10 ou 12 de outubro, deixando menos de quatro semanas para projetar e construir a nave. O Sputnik 2, portanto, em certa medida foi feito às pressas, com a maioria dos seus elementos sendo produzidos a partir de esboços. Além da missão principal de enviar um passageiro vivo ao espaço, a sonda também conteria instrumentos para medir a irradiação solar e os raios cósmicos.
A nave foi equipada com um sistema de suporte à vida composto por um gerador de oxigênio e dispositivos para evitar envenenamento por oxigênio e absorver dióxido de carbono. Um ventilador, projetado para ativar sempre que a temperatura da cabine excedesse 15 ºC, foi adicionado para manter o animal refrescado. Comida suficiente (em forma de geleia) foi fornecida para um voo de sete dias, e Laika foi equipada com uma bolsa para coletar resíduos. Além disso, um arnês foi projetado para ser envergado por ela, acoplado a correntes que restringiam seus movimentos a sentar-se, permanecer em pé ou deitar-se, pois não havia espaço na cabine para que ela se virasse. Um eletrocardiograma monitorava a sua frequência cardíaca, e instrumentação adicional media sua frequência respiratória, pressão arterial máxima e e movimentos.

## Treinamento
Laika foi encontrada vagando pelas ruas de Moscou. Os cientistas soviéticos optaram por usar animais abandonados da cidade, pois supunham que eles já haviam desenvolvido a capacidade de suportar condições de frio e fome extremos. Laika era uma fêmea vira-lata de cinco ou seis quilogramas, com aproximadamente três anos de idade. Os funcionários soviéticos lhe deram vários nomes e apelidos, entre eles Kudriavka (encaracoladinha), Jutchka (bichinho) e Limontchik (limãozinho). Laika, o nome russo para várias raças de cães semelhantes ao husky, foi o nome que se popularizou em todo o mundo. A imprensa americana a apelidou de Muttnik (vira-lata, em inglês, junto com o sufixo -nik) como um trocadilho com o Programa Sputnik, ou se referia a ela como Curly (encaracolada). Sua raça é desconhecida, embora seja geralmente aceito que ela era parte husky ou outra raça nórdica e possivelmente parte terrier. A NASA se refere a Laika como um "terrier parcialmente samoieda". Uma revista russa descreveu seu temperamento como fleumático, dizendo que ela não brigava com outros cães.
A União Soviética e os Estados Unidos já haviam enviado animais vivos em voos suborbitais. Três cães foram treinados para embarcar no Sputnik 2: Albina, Mushka e Laika. Os cientistas soviéticos Vladimir Yazdovsky e Oleg Gazenko, especializados em vida no espaço, treinaram os cães.
Para adaptar os cães à pequena cabine do Sputnik 2, eles foram mantidos em gaiolas progressivamente menores por períodos de até vinte dias. O extenso confinamento fez com que parassem de urinar e defecar, os tornou inquietos e fez com que sua condição geral se deteriorasse. O uso de laxantes não melhorou a condição dos animais, e os pesquisadores descobriram que esse treinamento apenas se mostrava eficaz após longos períodos. Os cães foram colocados em centrífugas, que simulavam a aceleração do lançamento de foguetes, e em máquinas que simulavam os ruídos da nave. Isso fez com que seus impulsos cardíacos dobrassem e sua pressão arterial aumentasse de 30 a 60 Torr. Os cães também foram treinados para comer um gel especial de alta nutrição, que seria sua comida no espaço.
Antes do lançamento, Yazdovsky levou Laika para casa, para brincar com seus filhos. Em um livro que conta a história da medicina espacial soviética, ele escreveu: "Laika era quieta e encantadora [...] eu queria fazer algo de bom para ela: ela tinha tão pouco tempo de vida".

## Preparativos antes do voo

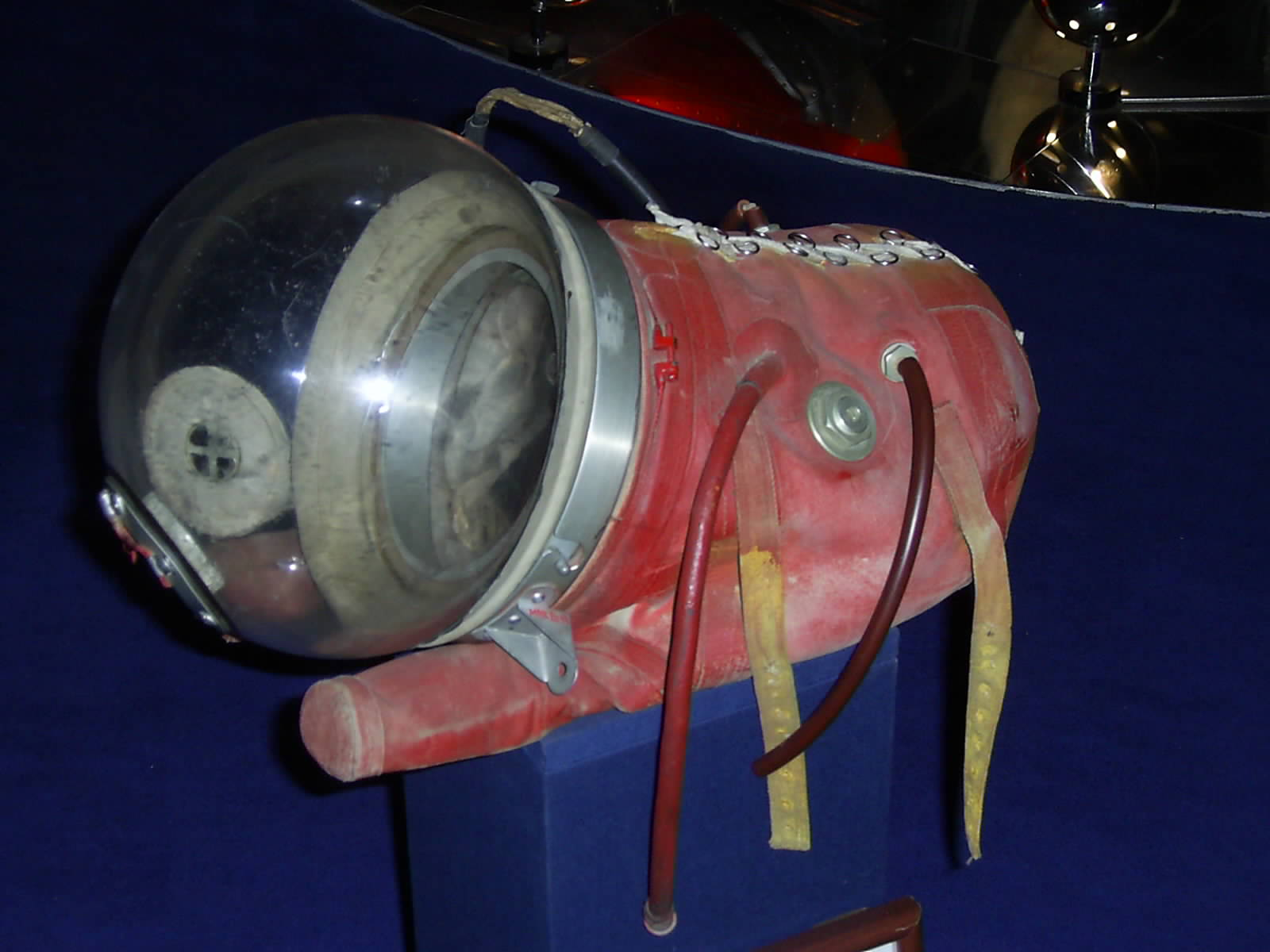
O traje espacial experimental usado por Laika. Está exibido no Museu Memorial da Cosmonáutica em Moscou

Vladimir Yazdovsky fez a seleção final dos cães e designou as funções que cada um desempenharia. Laika seria o "cão de voo" – um sacrifício à ciência em uma missão apenas de ida ao espaço. Albina, que já havia voado duas vezes em um foguete de teste de alta altitude, atuaria como a substituta de Laika. O terceiro cão, Mushka, seria uma "cadela de controle" – ela permaneceria na Terra e seria usada para testar a instrumentação e o sistema de suporte à vida.
Antes de partirem para o Cosmódromo de Baikonur, Yazdovsky e Gazenko realizaram uma cirurgia nos cães, para conectar os cabos do transmissor aos sensores que mediam a sua respiração, pulso e pressão sanguínea.
Como a pista de pouso existente em Tyuratam, perto do cosmódromo, era pequena, os cães e a equipe tiveram que voar a bordo de um avião Tu-104 para Tashkent. De lá, um avião Ilyushin Il-14, menor e mais leve, os levou para Tyuratam. O treinamento dos cães continuou na chegada; um após o outro, eles foram colocados nas cápsulas para se familiarizarem com o sistema de alimentação.
Segundo um documento da NASA, Laika foi colocada na cápsula da nave em 31 de outubro de 1957, três dias antes do início da missão. Naquela época do ano as temperaturas no local de lançamento eram extremamente baixas e uma mangueira conectada a um aquecedor era usada para manter a cabine aquecida. Dois assistentes foram designados para monitorar constantemente Laika antes do lançamento. Pouco antes da decolagem, em 3 de novembro, seu pelo foi limpo com uma solução a base de etanol e cuidadosamente escovado, e iodo foi aplicado nas áreas em que ela levava os sensores que monitorariam suas funções corporais.
Um dos técnicos que preparava a cápsula antes da decolagem final declarou que "depois de colocar Laika na cápsula, e antes de fechar a escotilha, beijamos seu nariz e lhe desejamos boa viagem, sabendo que ela não sobreviveria ao voo".

## Viagem
A hora exata do lançamento varia, de acordo com diferentes fontes, mas ocorreu entre 5h30min42 e 7h22min, no horário de Moscou. No pico da aceleração após a decolagem, a respiração de Laika aumentou para três a quatro vezes a taxa de pré-lançamento. Os sensores mostraram que sua frequência cardíaca era de 103 batimentos por minuto antes do lançamento e aumentou para 240 batimentos por minuto durante a aceleração inicial. Após atingir a órbita, a ponta cônica do Sputnik 2 foi descartada com sucesso; no entanto, o núcleo do "Bloco A" não se separou conforme planejado, impedindo o funcionamento correto do sistema de controle térmico. Parte do isolamento térmico se soltou, elevando a temperatura da cabine para 40 °C. A taxa de pulso de Laika retornou para 102 batimentos por minuto após três horas de microgravidade, tempo três vezes maior que aquele identificado em testes anteriores e que serviu como indicação do estresse que a cadela estava sofrendo. A telemetria inicial indicou que ela estava agitada, mas estava se alimentando. Após aproximadamente cinco a sete horas de voo, sinais de vida deixaram de ser recebidos da nave.
Os cientistas soviéticos planejavam sacrificar Laika com uma porção de comida envenenada. Por muitos anos, a União Soviética deu declarações conflitantes de que ela havia morrido de asfixia quando as baterias falharam, ou que ela havia sido sacrificada. Muitos rumores circularam sobre a maneira exata de sua morte. Em 1999 várias fontes russas relataram que Laika morreu quando a cabine superaqueceu, em sua quarta órbita. Em outubro de 2002 o cientista Dimitri Malashenkov, que participou do lançamento do Sputnik 2, revelou que Laika morreu de cinco a sete horas após a decolagem, devido ao estresse e ao superaquecimento. De acordo com um artigo que ele apresentou ao Congresso Espacial Mundial em Houston, nos Estados Unidos, "era praticamente impossível criar um controle de temperatura confiável em tão pouco tempo".
Mais de cinco meses depois, após 2,57 mil órbitas, o Sputnik 2, incluindo os restos de Laika, se desintegrou durante sua reentrada na atmosfera, em 14 de abril de 1958.

## Ética dos testes em animais
Devido à questão sombria da corrida espacial entre os Estados Unidos e a União Soviética, as questões éticas levantadas por esse experimento praticamente não foram atendidas por algum tempo. A imprensa de 1957 estava mais preocupada em relatar o impacto de um ponto de vista político, enquanto a saúde e a recuperação de Laika - ou ausência - se tornaram apenas um problema menor.
O Sputnik 2 não foi projetado para ser recuperável e sempre se teve o conhecimento de que Laika morreria. A missão desencadeou um debate global sobre abuso e testes com animais em geral para promover a ciência. No Reino Unido, a Liga Nacional de Defesa Canina pediu a todos os donos de cães que observassem um minuto de silêncio, enquanto a Sociedade Real para a Prevenção da Crueldade contra Animais (RSPCA) recebeu protestos antes mesmo da Rádio Moscou terminar de anunciar o lançamento. Grupos de direitos dos animais da época pediram aos membros da sociedade que protestassem nas embaixadas soviéticas. Outros se manifestaram em frente às Nações Unidas em Nova Iorque. Esses protestos foram amplamente despertados e instrumentalizados como uma luta ideológica por vários grupos de interesse. Pesquisadores de laboratório nos Estados Unidos ofereceram apoio aos soviéticos, pelo menos antes da notícia da morte de Laika.
Na União Soviética, houve menos controvérsia. Nem a mídia, nem os livros dos anos seguintes, nem o público questionaram abertamente a decisão de enviar um cão ao espaço. Somente em 1998, após o colapso do regime soviético, Oleg Gazenko, um dos cientistas responsáveis pelo envio de Laika, se arrependeu de ter permitido que ela morresse: "Trabalhar com animais é uma fonte de sofrimento para todos nós. Nós os tratamos como bebês que não conseguem falar. Quanto mais o tempo passa, mais sinto muito. Não deveríamos ter feito isso ... Não aprendemos o suficiente desta missão para justificar a morte da cadela".
Em outros países do Pacto de Varsóvia, as críticas abertas ao programa espacial soviético foram difíceis por causa da censura política, mas houve casos notáveis de críticas nos círculos científicos poloneses. Um periódico científico polonês, "Kto, Kiedy, Dlaczego" ("Quem, quando, por que"), publicado em 1958, discutiu a missão do Sputnik 2. Na seção do periódico dedicada à astronáutica, Krzysztof Boruń descreveu a missão do Sputnik 2 como "lamentável" e criticou não trazer Laika de volta à Terra como "indubitavelmente uma grande perda para a ciência".

## Legado

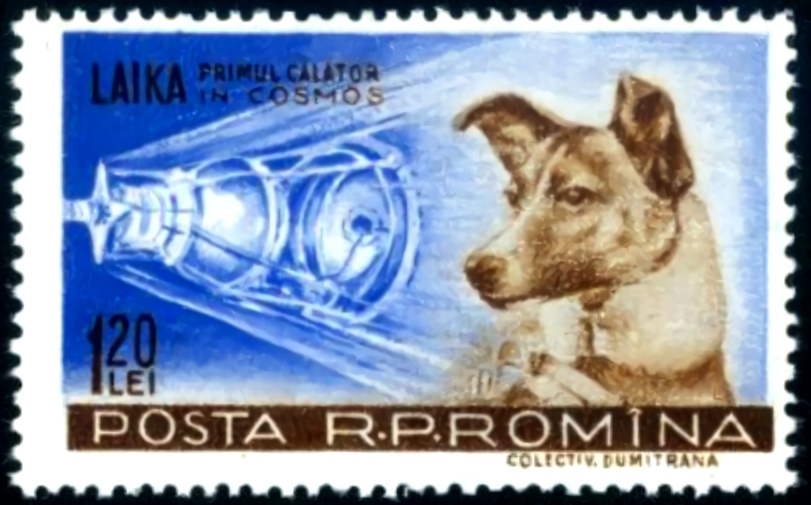
Selo romeno de 1959 com Laika. A legenda diz "Laika, primeira viajante do cosmos".

Laika foi lembrada na forma de uma estátua e placa na Cidade das Estrelas, na Rússia, que era a instalação de treinamento de cosmonautas russos. Levantada em 1997, a escultura mostra Laika atrás dos cosmonautas com as orelhas eretas. O Monumento aos Conquistadores do Cosmos, construído em 1964, também a inclui. Em 11 de abril de 2008, nas instalações de pesquisa militar onde Laika foi preparada para o voo, as autoridades revelaram um monumento dela em cima de um foguete espacial. Em 9 de março de 2005, um terreno em Marte foi chamado "Laika" de forma não oficial pelos controladores da missão Mars Exploration Rover. Em diferentes países, selos postais foram criados com a imagem dela em comemoração ao seu voo. Marcas de chocolate e charutos foram nomeadas em sua memória, e uma grande coleção de souvenirs da cadela ainda são destaque em leilões atuais.
Futuras missões espaciais carregando cães seriam projetadas para eles serem recuperados. Quatro outros cães morreram em missões espaciais soviéticas: Bars e Lisichka foram mortos quando seu foguete R-7 explodiu logo após o lançamento, em 28 de julho de 1960; Pchyolka e Mushka morreram quando o Korabl-Sputnik 3 foi propositalmente destruído com uma carga explosiva para impedir que potências estrangeiras inspecionassem a cápsula após uma trajetória errática de reentrada atmosférica, em 1 de dezembro de 1960.
Embora nunca tenha sido mostrada, Laika é mencionada de maneira proeminente no filme de 1985 Mitt liv som hund, no qual o personagem principal (um jovem garoto sueco no final da década de 1950) se identifica fortemente com a cadela. Laika, um romance gráfico de 2007 criado por Nick Abadzis que conta uma história ficcional de sua vida, ganhou o Prêmio Eisner de melhor publicação para adolescentes. Ela também é mencionada na música de 2004 "Neighborhood #2 (Laika)", do Arcade Fire, incluída no seu álbum de estreia, Funeral. Laika, um filme animado de comédia e ficção científica checo de 2017 também foi inspirado em Laika. Em Garota do Momento, telenovela brasileira de 2024 ambientada na década de 1950, a cadela do personagem Edu (Caio Manhente) é chamada de Laika, em homenagem à cadela soviética.

### Citações
1. 1 2  Harford, James J. (1997), «Korolev's Triple Play: Sputniks 1, 2, and 3» (em inglês), NASA, consultado em 26 de setembro de 2006, cópia arquivada em 16 de janeiro de 2001
2. 1 2 3  LePage, Andrew J. (1997), «Sputnik 2: The First Animal in Orbit» (em inglês), consultado em 26 de setembro de 2006, cópia arquivada em 24 de setembro de 2015
3. 1 2 3  Anatoly Zak (3 de novembro de 1999). «The True Story of Laika the Dog» (em inglês). Consultado em 28 de setembro de 2006. Cópia arquivada em 20 de fevereiro de 2006
4. 1 2  Malashenkov, D. C. (2002). «Abstract: Some Unknown Pages of the Living Organisms' First Orbital Flight». Astrophysics Data System (em inglês). Abstracts da IAF. p. 288. Bibcode:2002iaf..confE.288M
5. 1 2 3 4 5 6  Grahn, Sven, «Sputnik-2, more news from distant history» (em inglês), consultado em 2 de fevereiro de 2004, cópia arquivada em 24 de setembro de 2015
6. 1 2  Frankel, Max (13 de novembro de 1957). «Muscovites Told Space Dog Is Dead». The New York Times (em inglês). p. 3
7. ↑  Gray, Tara (1998), «A Brief History of Animals in Space» (em inglês), NASA, consultado em 26 de setembro de 2006, cópia arquivada em 11 de outubro de 2004
8. ↑  «Space Dog Lives» (em inglês), The British Library, consultado em 26 de setembro de 2006, arquivado do original em 23 de setembro de 2015
9. 1 2 3  «Sputnik 2» (em inglês), National Space Science Data Center, consultado em 3 de novembro de 2014
10. 1 2  «Dogs in space» (em inglês), Space Today Online, 2004, consultado em 28 de setembro de 2006, cópia arquivada em 17 de outubro de 2015
11. ↑  Whitehouse, David (28 de outubro de 2002), First dog in space died within hours (em inglês), BBC, consultado em 26 de setembro de 2006, cópia arquivada em 5 de setembro de 2015
12. 1 2 3 4 5  «Animals as Cold Warriors: Missiles, Medicine and Man's Best Friend» (em inglês), National Library of Medicine, 19 de junho de 2006, consultado em 28 de setembro de 2006, cópia arquivada em 6 de outubro de 2015
13. ↑  Isachenkov, Vladimir (11 de abril de 2008), «Space dog monument opens in Russia» (em inglês), NBC News, consultado em 15 de abril de 2008
14. 1 2 3 4  Zak, Anatoly, «Sputnik-2» (em inglês), Russianspaceweb.com, consultado em 23 de maio de 2013, cópia arquivada em 24 de setembro de 2015
15. ↑  Siddiqi (2000), p. 173
16. ↑  «Memorial to Laika» (em inglês), novareinna.com, consultado em 26 de setembro de 2006
17. ↑  West, John B. (1 de outubro de 2001), «Historical aspects of the early Soviet/Russian manned space program», Journal of Applied Physiology, 91 (4): 1501–1511, PMID 11568130, doi:10.1152/jappl.2001.91.4.1501
18. ↑  Beischer, DE; Fregly, AR (1962), «Animals and man in space. A chronology and annotated bibliography through the year 1960», US Naval School of Aviation Medicine (em inglês), ONR TR ACR-64 (AD0272581), consultado em 14 de junho de 2011, cópia arquivada em 11 de agosto de 2015
19. ↑  «The Story of Laika» (em inglês), moscowanimals.org, consultado em 26 de setembro de 2006, arquivado do original em 16 de agosto de 2006
20. ↑  «Message from the First Dog in Space Received 45 Years Too Late» (em inglês), Dogs in the News, 3 de novembro de 2002, consultado em 4 de outubro de 2006, arquivado do original em 8 de janeiro de 2006
21. ↑  On this day (em inglês), BBC, 3 de novembro de 1957, consultado em 26 de setembro de 2006, cópia arquivada em 8 de outubro de 2015
22. ↑  Marek, Roman (2009).  Pöppinghege, Rainer, ed. Weltraumhunde im Kalten Krieg: Laika als Versuchstier, Propagandawaffe und Heldin. Tiere im Krieg. Von der Antike bis zur Gegenwart (em alemão). Paderborn: Ferdinand Schöningh Verlag. pp. 251–268. ISBN 978-3-506-76749-3
23. 1 2  «Human Guinea Pigs and Sputnik 2» (em inglês), National Society for Medical Research, novembro de 1957, consultado em 28 de setembro de 2006, cópia arquivada em 20 de maio de 2015
24. ↑  Boruń, Krzysztof (dezembro de 1958), «Astronautyka», Kto, Kiedy, Dlaczego (em inglês), 2 (1): 330–331
25. 1 2  Savage, Sam (31 de dezembro de 2004), «First in Orbit, Laika the Dog Made History» (em inglês), redOrbit, consultado em 27 de julho de 2009, cópia arquivada em 24 de setembro de 2015
26. ↑  «A New Monument for Laika, Russia's Heroic Space Dog» (em inglês), 11 de abril de 2008, cópia arquivada em 16 de outubro de 2015
27. ↑  «Laika Monument» (em inglês)
28. ↑  Isachenkov, Vladimir (11 de abril de 2008), «Russia opens monument to space dog Laika», Associated Press (em inglês), consultado em 4 de agosto de 2014, cópia arquivada em 26 de setembro de 2015
29. ↑  Chris Dubbs; Colin Burgess (2007). Animals in Space: From Research Rockets to the Space Shuttle (em inglês). [S.l.]: Science. p. 165. Consultado em 18 de maio de 2020
30. ↑  «Animals as Cold Warriors: Missiles, Medicine and Man's Best Friend» (em inglês). National Library of Medicine. 19 de junho de 2006. Consultado em 25 de abril de 2008
31. ↑  Siddiqi (2000), p. 252
32. ↑  Siddiqi (2000), p. 259
33. ↑  Dickson (2009), p. 144
34. ↑  Khouri, Andy (8 de agosto de 2011), «Laika the Space Dog Survives in Alternate Happy Endings by Nick Abadzis», ComicsAlliance
35. ↑  «Lajka (2017)». Czech and Slovak Film Database (em checo). Consultado em 23 de fevereiro de 2018
36. ↑  CASTRO, SABRINA (23 de novembro de 2024). «Garota do Momento: Cadelinha de Edu escancara tragédia em corrida espacial». Notícias da TV. Consultado em 21 de janeiro de 2025